# Кристијан Вулф
Кристијан Вилхелм Валтер Вулф (19. јун 1959) је немачки политичар конзервативне Хришћанско-демократске уније. Изабран је за председника Немачке 30. јуна 2010. и положио заклетву 2. јула. Адвокат по професији, био је премијер државе Доња Саксонија од 2003. до 2010. 2012. године је поднео је оставку на место председника када је Државно тужилаштво Хановера затражило укидање имунитета, како би против њега могао да буде покренут кривични поступак због корупције.